# クリーンエアフィルタ (自動車用)

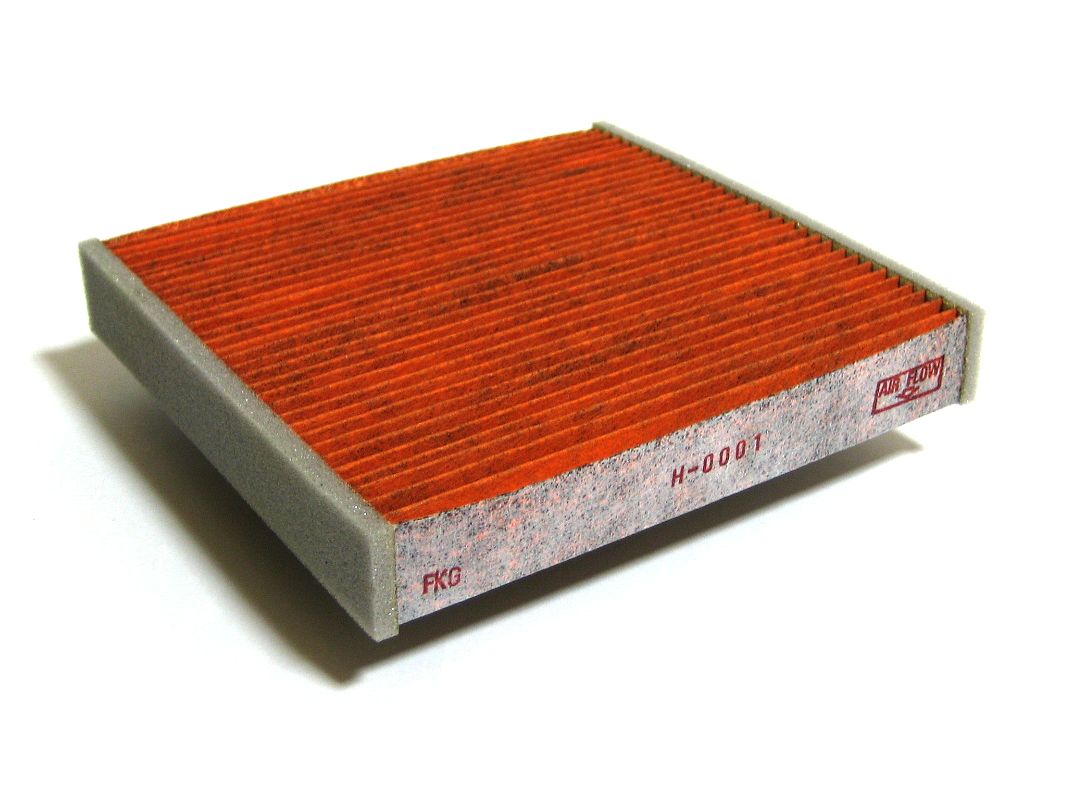
クリーンエアフィルタ

クリーンエアフィルタとは、自動車のエアコン用のエアフィルタでグローブボックスやエンジンルーム内などにあるケースに収納されている消耗部品。「ポーレンフィルター」(Pollen Filter)とも呼ばれる。

## 解説

### 役目・効果
クリーンエアフィルタはエアコン稼働時に働くもので、外気・内気から、粉塵、排気ガス中の微粒子、花粉などをこし取り、浄化した状態でエアコンに流す役目を担っている。ものによっては、脱臭効果、防菌・防カビ効果を兼ね備えるものもある。

### 形状
厚さ数ミリの化学繊維の不織布やグラスペーパー等で、それが何層にも重なっており、通常は平たい立法体の枠にフィルタがはまった形状でASSYされている。なおフィルタ自体は露出されている。

### 交換
基本的に消耗部品であるため、使用期間・使用頻度によってどんどん汚れが溜まり、フィルタとしての効果が薄れていき、放っておくと最終的には殆ど役目を果たさなくなる。汚れは清掃すれば多少は機能回復するが、清掃しづらいことと完全には回復しないため、1年に1回または走行10,000kmが交換時期の目安とされている。
交換部品として自動車ディーラーやカーショップ等で3千円 - 5千円程度の価格で市販されているが、車種によって様々であるため、購入・交換の際には、車種適合表を必ず確認する必要がある。消耗部品の中ではとりわけ交換頻度の高い性質であるため、取付作業自体は比較的簡単に出来るようになっている場合が多い。

## 呼称
混同しやすいが一般に「エアクリーナー」、「エアエレメント」と呼ばれる部品はエンジン吸気用途である。
また単に「エアフィルター」と呼ぶことも、エアクリーナーも含めた総称であるため特にエアコン用のフィルターを指すには不適切である。